# Paprides nitidus
Paprides nitidus är en insektsart som beskrevs av Frederick Wollaston Hutton 1897. Paprides nitidus ingår i släktet Paprides och familjen gräshoppor. Inga underarter finns listade i Catalogue of Life.